# Nomcebo Zikode
Nomcebo Zikode (* 28. Oktober 1985 in Mpumalanga (Hammarsdale), Provinz Natal) ist eine südafrikanische Sängerin und Songwriterin. Bekannt wurde sie durch ihren Hit Emazulwini sowie ihre Kollaboration Jerusalema mit Master KG, der weltweit ein Hit wurde.

## Leben
Nach ihrem Schulabschluss (Matric) an der Ukusa High School in ihrem Geburtsort studierte sie Informationstechnik am Havatech College und erreichte ihren Abschluss 2006, der jedoch nicht zu einer Anstellung führte. Stattdessen arbeitete sie als Sängerin, nachdem sie einen Talentwettbewerb des Radiosenders Ukhozi FM gewann. Sie arbeitete überwiegend als Background-Sängerin für Künstler wie Deborah Fraser, Zahara, Lundi Tyamara und Nhlanhla Nciza. Vertraglich war sie zunächst an Ganyani Entertainment verbunden, wo sie zu dem Song Emazulwini den Gesang beisteuerte. Der Song wurde bei den South African Music Awards als „Song des Jahres“ nominiert. Der Song befand sich auf dem House-Sampler Ganyani House Grooves von DJ Ganyani. Mit diesem entstanden die Songs NTO und Jabulile, doch die Kollaboration bröckelte, als die Plattenfirma die Songs nicht für Zikode freigab, weil sie ohne Einwilligung des Labels Gigs im Ausland gebucht hatte.
2020 gelang ihr der weltweite Durchbruch als Featuring auf Master KGs Hit-Single Jerusalema. Bekannt wurde der Song über das soziale Netzwerk TikTok, wo eine Dance-Challenge startete, sowie einen Remix mit Burna Boy. Das Lied erreichte die Top 5 in Belgien, Frankreich, Ungarn, den Niederlanden und der Schweiz. Im Zuge des Erfolgs veröffentlichte sie auch ihr Debütalbum Xola Moya Wam.

## Diskografie
Alben
- 2020: Xola Moya Wam